# Wan Houliang
Wan Houliang (25 de fevereiro de 1986) é um futebolista profissional chinês que atua como defensor.

## Carreira
Wan Houliang representou a Seleção Chinesa de Futebol nas Olimpíadas de 2008, quando atuou em casa.